# Carex extensa
Carex extensa é uma espécie de planta com flor pertencente à família Cyperaceae. 
A autoridade científica da espécie é Gooden., tendo sido publicada em Transactions of the Linnean Society of London 2: 175–176, pl. 21, f. 7. 1794.

## Portugal
Trata-se de uma espécie presente no território português, nomeadamente em Portugal Continental, no Arquipélago dos Açores e no Arquipélago da Madeira.
Em termos de naturalidade é nativa das três regiões atrás referidas.

## Protecção
Não se encontra protegida por legislação portuguesa ou da Comunidade Europeia.